# Tuckahoe (Virginia)
Tuckahoe es un lugar designado por el censo situado en el condado de Henrico, Virginia  (Estados Unidos). Según el censo de 2010 tenía una población de 44.990 habitantes.

## Demografía
Según el censo del 2000, Tuckahoe tenía 43.242 habitantes, 18.126 viviendas, y 11.963 familias. La densidad de población era de 811,7 habitantes por km².
De las 18.126 viviendas en un 29,8%  vivían niños de menos de 18 años, en un 55%  vivían parejas casadas, en un 8,6% mujeres solteras, y en un 34% no eran unidades familiares. En el 28,4% de las viviendas  vivían personas solas el 11,1% de las cuales correspondía a personas de 65 años o más que vivían solas. El número medio de personas viviendo en cada vivienda era de 2,36 y el número medio de personas que vivían en cada familia era de 2,92.
Por edades la población se repartía de la siguiente manera: un 23,2% tenía menos de 18 años, un 6,6% entre 18 y 24, un 27,7% entre 25 y 44, un 24,7% de 45 a 60 y un 17,8% 65 años o más.
La edad media era de 40 años.  Por cada 100 mujeres de 18 o más años  había 83,4 hombres.
La renta media por vivienda era de 55.420$ y la renta media por familia de 68.328$. Los hombres tenían una renta media de 45.707$ mientras que las mujeres 31.850$. La renta per cápita de la población era de 33.851$. En torno al 2,4% de las familias y el 4% de la población estaban por debajo del umbral de pobreza.

## Localidades adyacentes
El siguiente diagrama muestra a las localidades más próximas a Tuckahoe.